# Alvion
Alvion (Alvion Group)은 가정용 게임기용 게임 소프트웨어의 기획, 개발, 제작, 운영을 주요 사업으로 하는 오사카의 게임 회사이다. 또한, 산학연계를 통한 게임 개발 취업 예비학교 '에이스'의 운영도 하고 있다. 가정용 게임 소프트웨어와 휴대전화 앱의 퍼블리셔 겸 개발사로서 사업을 전개하고 있다.

## 연혁
1996년 - 유한회사 알비온(ALVION) 교토시 시모교구에 설립
1998년 - 오사카부 스이타시로 본사 소재지 이전
2004년 - 오사카부 중소기업 경영혁신으로 취업예비학교 ACE 개설
2006년 - 알비온 그룹의 그룹사, 유한회사 울크스헤이븐 1월 30일 설립
2006년 - 오사카부 스이타시 알비온 빌딩으로 본사 이전. 주식회사 알비온으로 재편성. 영문 표기를 ALVION Inc.로 변경.
2009년 - 가정용 게임 소프트웨어 퍼블리셔로서 활동 개시
2013년 - 휴먼 아카데미의 크리에이티브 랩에 알비온 교육 과정을 개설.

## 개발한 주요 게임 소프트웨어
서카디아 (PlayStation) 1999년 1월 14일 발매
포이니포인트 (PlayStation 2) 2002년 2월 26일 발매
체인다이브 (PlayStation 2) 2003년 10월 16일 발매
푸페걸 DS (닌텐도 DS) 2009년 12월 17일 출시
푸페걸 DS2 (닌텐도 DS) 2010년 12월 16일 발매
Fragment's Note (PlayStation Vita)
마리시아스 (PlayStation 3) 2010년 10월 27일 발매
마리시아스 리버스 (PlayStation Vita) 2012년 11월 22일 발매
마리시아스 폴른(PlayStation 4) 2017년 2월 10일 발매
Fragment's Note+ AfterStory 2022년 12월 22일 발매
Fragment's Note2+ 2023년 9월 21일 발매

## 개발 협력한 주요 게임 소프트
삐뽀사루 아카데미아 (PlayStation Portable) 2004년 12월
살게츠 P! (PlayStation Portable) 2005년 3월
ピポサルアカデミー〜ア2 (PlayStation Portable) 2005년 12월
SIREN2 (PlayStation 2) 2006년 2월
더 킹 오브 파이터즈 오로치 편 (PlayStation 2) 2006년 4월
SIREN:New Translation (PlayStation 3) 2008년 7월
파이어 엠블렘 신 암흑룡과 빛의 검 (닌텐도 DS) 2008년 8월
매드 월드 (Wii) 2009년 3월
살게츠 피포사르 전기 (PlayStation Portable) 2009년 3월
무한 항로 (닌텐도 DS) 2009년 6월
베요네타 (PlayStation 3/Xbox 360) 2009년 10월
Max Anarchy (PlayStation 3/Xbox 360) 2012년 7월
메탈기어 라이징 리벤지 (PlayStation 3) 2013년 2월
NARUTO -나루토- 질풍전 나루토 나루티밋 스톰 3 (PlayStation 3/Xbox 360) 2013년 4월
The Wonderful 101 (Wii) 2013년 8월
NARUTO -나루토- 질풍전 나루토 나루티밋 스톰 레볼루션 (PlayStation 3/Xbox 360) 2014년 9월
베요네타 2 (Wii U) 2014년 9월
THE LEGEND OF KORRA(Xbox 360/Xbox One/PlayStation 3/PlayStation 4/PC) 2014년 10월
TRANSFORMERS:DEVASTATION(Xbox 360/Xbox One/PlayStation 3/PlayStation 4/PlayStation 4/PC) 2015년 10월
NARUTO -나루토- 질풍전 나루토 나루티밋 스톰 4(PlayStation 4) 2016년 2월
스타폭스 제로 (Wii U) 2016년 4월
NieR:Automata(PlayStation 4/PC) 2017년 2월
포켓몬스터 스칼렛 바이올렛 2022년 11월
포켓몬스터 스칼렛바이올렛 제로의 비보 '전편-푸른 가면': 2023년 9월 13일 '후편-청록의 원반': 2023년 12월 14일

## 주요 개발 앱
워터걸(Android)
Fragment's Note (iOS/Android/PlayStation(R)Mobile/히카리TV 게임)
타카토비삼라이 (iOS/Android/PlayStation(R)Mobile)
바운드 베어(iOS/Android/PlayStation(R)Mobile)
드래곤택틱스(SNS APP/iOS/Android)
Fragment's Note Memories -Fragment's Note(iOS/Android/PlayStation(R)Mobile)
그 꽃 AR 프로젝트 (iOS)
데코쉐이크 (iOS)
비밀의 Island ~잃어버린 기억~ (Android APP)
갑자기! 마법학원 (피처폰) (SNS APP) (Enish사와 공동 개발. 주로 게임 부분과 디자인을 담당) (배포 종료)
소라쿠쿠쿠♪ (피처폰) (SNS APP) (배포 종료)
MALICIOUS another story -누구를 위한 노래- (iOS/iPad)
가디언뽀뽀뽀뽀 (iOS/iPod touch/iPad)
스피드 클러스터 (iOS/iPod touch/iPad)
유비이누 (iPad)
SF동화 기담 모모타로전기 (피처폰)
생옥 2 (피처폰)
오라클스톤 (피처폰)
아뿌아뿌 왕국 격침왕 황금전설 (피처폰)

## 개발 협력한 주요 앱
드래곤택틱스] enish (iOS) (Android APP)
비밀의 Island ～잃어버린 기억～ MTI (Android APP)
あの花ARプロジェクト 兼松グランクス社（iOS)(App)
앱에이프 왕국 깃발 게양의 비밀 (피처폰)